# Вишнёвое (Антрацитовский район)
Вишнёвое (укр. Вишневе) — село, относится к Антрацитовскому району Луганской области Украины. Под контролем самопровозглашённой Луганской Народной Республики.

## География
Село находится в месте впадения реки Вишневецкой в реку Юськину. Соседние населённые пункты: посёлки Горняк и Тацино на севере; сёла Орехово на северо-западе, Егоровка (ниже по течению Юськиной) и Бобриково на юге, Грибоваха на востоке; посёлок Михайловка, а также город Ровеньки, на северо-востоке.

## Население
Население по переписи 2001 года составляло 256 человек.

## Общие сведения
Почтовый индекс — 94696. Телефонный код — 6431. Занимает площадь 1,712 км². Код КОАТУУ — 4420381102.

## Местный совет
94694, Луганская обл., Антрацитовский р-н, с. Бобриково, ул. Колхозная, 11